# Clusia dardanoi
Clusia dardanoi là một loài thực vật có hoa trong họ Bứa. Loài này được G.Mariz & Maguire mô tả khoa học đầu tiên năm 1974 và được liệt kê trong cuốn sách Cataloque of Life.